# Tretzendorf
Tretzendorf ist ein Gemeindeteil der Gemeinde Oberaurach im unterfränkischen Landkreis Haßberge in Bayern.

## Geografische Lage
Das Dorf liegt im Tal der oberen Aurach im nördlichen Steigerwald. Nachbarorte sind Unterschleichach (4,5 km im Westen) und Trossenfurt (0,9 km im Osten).
Der höchste Punkt des Ortes befindet sich auf 339 m ü. NHN (Damwildhof Jäger), der niedrigste auf etwa 309 m ü. NHN an der Aurachbrücke.

## Geschichte
Das nordöstliche Gebiet des Steigerwaldes wurde bis zur Mitte des 8. Jahrhunderts von Slawen bewohnt. Diese slawischen Siedler gründeten vermutlich im 8./9. Jahrhundert die Rodung Tretzendorf. Bestimmungswort ist wohl ein slawischer Vorname Drez/Droz (vgl. Nachbarort Trossenfurt und Trosdorf bei Bischberg). Der Ort wurde 1279 erstmals urkundlich erwähnt.
Das Katharinenspital (heute Bürgerspital) in Bamberg besitzt um Tretzendorf ansehnliche Waldungen und mehrere sehr gute Fischteiche. Die Bewohner lebten früher hauptsächlich vom Holzhandel, denn die Bodenverhältnisse erlaubten nur mittelmäßigen Getreideanbau.
Am Ende des 19. Jahrhunderts, begünstigt durch den Bauboom der Gründerzeit, eröffnete Conrad Vetter (Deutsche Steinwerke AG) in der Umgebung von Trossenfurt und Tretzendorf bedeutende Steinbrüche von Sandstein.
Tretzendorf gehört seit dem 1. Mai 1978 zur neugebildeten Gemeinde Oberaurach.

## Kirchliche Verhältnisse
Die Einwohner von Tretzendorf besaßen nie eine eigene Kirche oder Kapelle, sondern besuchten immer den Gottesdienst in Trossenfurt:

→ Kirchliche Verhältnisse in Trossenfurt

## Baudenkmäler
In der Liste der Baudenkmäler in Oberaurach sind für Tretzendorf fünf Baudenkmale aufgeführt, darunter:

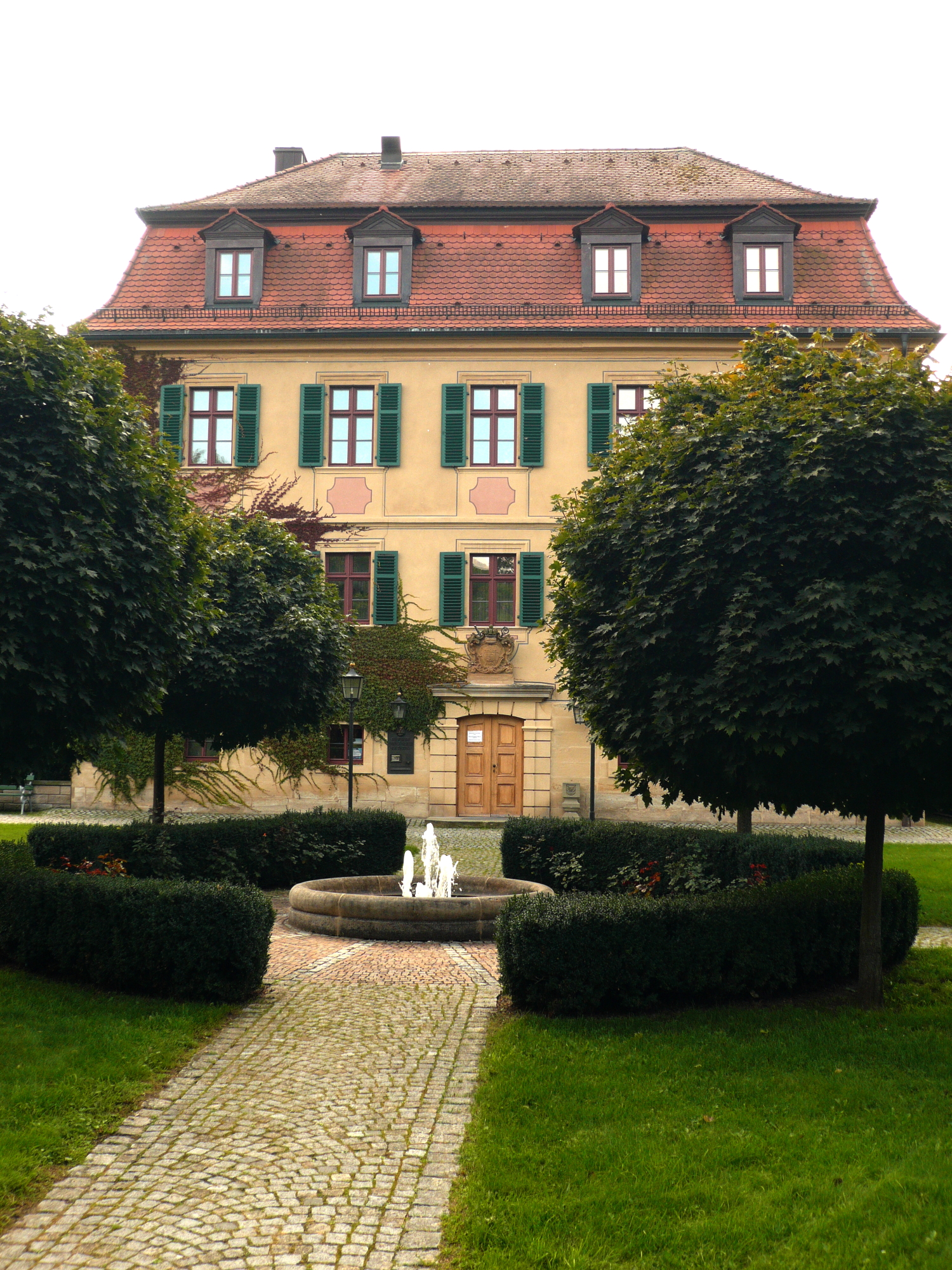
Barockschlößchen, jetzt Rathaus der Gemeinde

- Das Rathaus der Gemeinde Oberaurach befindet sich in einem Barockschlösschen. Das aus Sandstein errichtete, denkmalgeschützte Gebäude mit Mansardwalmdach und Portal mit Wappen diente zuvor als Forsthaus und wurde 1768/72 als Rittersitz errichtet. In dem sich anschließenden Park befindet sich ein Teich, an dessen Stelle befand sich die mittelalterliche Wasserburg Tretzendorf
- Weisbrunner Weg 1: eingeschossiges Bauernhaus mit Satteldach und Fachwerkgiebel aus dem 18. Jahrhundert
- Weisbrunner Weg 2: alter fränkischer Dreiseithof, rechte schmale lange Halle diente als eines der ersten Sägewerke im Steigerwald

## Mit Tretzendorf verbundene Personen
- Karlheinz Deschner, wohnte in Tretzendorf